# Belágua
Belágua är en kommun i Brasilien.   Den ligger i delstaten Maranhão, i den nordöstra delen av landet, 1 500 km norr om huvudstaden Brasília. Antalet invånare är 6 527.
Omgivningarna runt Belágua är huvudsakligen savann. Runt Belágua är det glesbefolkat, med 13 invånare per kvadratkilometer.